# Башева, Миряна
Миря́на Ба́шева (11 февраля 1947, София, Болгария — 12 июля 2020, там же) — болгарская поэтесса. Многие её стихотворения, отличающиеся мелодичным внутренним ритмом, были положены на музыку и прочно вошли в репертуар популярных болгарских исполнителей. В 1983 году по её сценарию Рангел Вылчанов снял фильм «Последние желания».

## Биография
Миряна Башева родилась 11 февраля 1947 года в Софии. Дочь Ивана Башева, ставшего позднее министром иностранных дел Болгарии (1962—1971). Училась в Софийском университете со специализацией по английской филологии, но бросила обучение до получения диплома. Работала в ряде периодических изданий и на телевидении. Первый сборник стихотворений опубликован в 1976.
Скончалась 12 июля 2020 года.

## Сборники стихотворений
- Тежък характер (Тяжёлый характер, 1976)
- Малка зимна музика (Немного зимней музыки, 1979)
- Сто години суета (Сто лет тщеславия, 1992)
- Ние сме безнадежден случай (Мы — безнадёжный случай, 1997)